# ワールドゲームズ2017日本選手団
ワールドゲームズ2017日本選手団は、2017年7月20日から7月30日までの日程で開催されたワールドゲームズ2017における日本代表選手団及び競技結果。

## メダル獲得者
| メダル   | 選手名                          | 競技                       | 種目                 | 日付（現地） |
| -------- | ------------------------------- | -------------------------- | -------------------- | ------------ |
| 金メダル | 緒方良行                        | スポーツクライミング       | 男子ボルダリング     | 7月21日      |
| 金メダル | 平野修也 幡野圭祐 西山俊 安藤秀 | ライフセービング           | 男子障害物リレー     | 7月21日      |
| 金メダル | 金井拓海 北爪凜々 斉藤瑞己      | エアロビック               | トリオ               | 7月22日      |
| 金メダル | 是永敬一                        | スポーツクライミング       | 男子リード           | 7月23日      |
| 金メダル | 喜友名諒                        | 空手道                     | 男子形               | 7月25日      |
| 金メダル | 清水希容                        | 空手道                     | 女子形               | 7月25日      |
| 金メダル | 植草歩                          | 空手道                     | 女子組手68kg超級     | 7月26日      |
| 金メダル | 香川幸允                        | 空手道                     | 男子組手84kg超級     | 7月26日      |
| 金メダル | 手塚翔太                        | ウエイクボード             | 男子フリースタイル   | 7月27日      |
| 銀メダル | 野中生萌                        | スポーツクライミング       | 女子ボルダリング     | 7月21日      |
| 銀メダル | 太田麻乃                        | 相撲                       | 女子中量級           | 7月22日      |
| 銀メダル | 波田悠貴                        | スポーツクライミング       | 男子リード           | 7月23日      |
| 銀メダル | 福島友佳子                      | パワーリフティング         | 女子ライトウエイト級 | 7月24日      |
| 銀メダル | 宮原美穂                        | 空手道                     | 組手女子50kg級       | 7月25日      |
| 銀メダル | 荒賀龍太郎                      | 空手道                     | 男子組手84kg級       | 7月26日      |
| 銅メダル | 黒川宗一郎                      | 相撲                       | 男子重量級           | 7月22日      |
| 銅メダル | 三輪隼斗                        | 相撲                       | 男子無差別級         | 7月23日      |
| 銅メダル | 中園貴登 石川和                 | トランポリン               | 男子シンクロナイズド | 7月24日      |
| 銅メダル | 大貫渉                          | アーチェリー（フィールド） | 男子リカーブ         | 7月25日      |
| 銅メダル | 染谷香予                        | 空手道                     | 女子組手68kg級       | 7月26日      |
| 銅メダル | 倉岡ジョンカルロス博            | 柔術                       | 男子62kg級寝技       | 7月28日      |
| 銅メダル | 大井直幸                        | ビリヤード                 | 男子プール           | 7月29日      |

## 種目別選手名簿及び成績

### アーチェリー
- 大貫渉（男子リカーブ） - 3位
- 丸山美幸（女子ベアボウ） - 9位

### ビリヤード
- 梅田竜二（男子スリークッション） - ベスト16
- 大井直幸（男子プール） - 3位
- 河原千尋（女子プール） - 準決勝敗退（ベスト16）

### ボウリング
- 新畑雄飛（男子シングルス、ダブルス）
  - 男子シングルス - 予選19位
- 和田翔吾（男子シングルス、ダブルス）
  - 男子シングルス - ベスト16
- 竹川ひかる（女子シングルス、ダブルス）
  - 女子シングルス - 予選17位
- 石本美来（女子シングルス、ダブルス）
  - 女子シングルス - ベスト16
- 男子ダブルス（新畑、和田） - 予選敗退
- 女子ダブルス（石本、竹川） - 予選敗退

### ダンススポーツ
- スタンダード（山本、木嶋） - 19位
  - 山本武志
  - 木嶋友美
- ラテン（藤井、吉川） - 20位
  - 藤井創太
  - 吉川あみ

### フライングディスク
- ミックス・アルティメット  - 5位
  - 川瀬絢士郎
  - 玄島岳
  - 本名拓
  - 山口崇行
  - 古森貴陽
  - 志村優太
  - クニエダ・アンドリュー・タツナリ
  - 小林可奈
  - 藤岡あゆみ
  - 井上紗央里
  - 田村友絵
  - 嶋田理沙
  - 佐藤由布子
  - 稲村知子

### 体操

#### エアロビック
- 金井拓海
- 北爪凜々
- 斉藤瑞己
- トリオ（金井、北爪、斉藤） - 1位
- ミックスペア（北爪、金井） - 4位

#### 新体操
- 皆川夏穂
  - フープ - 6位
  - リボン - 5位
  - クラブ - 予選9位
  - ボール - 予選13位

#### トランポリン
- 男子シンクロナイズド（中園、石川） - 3位
  - 中園貴登
  - 石川大和
- 女子シンクロナイズド（佐竹、土井） - 5位
  - 佐竹玲奈
  - 土井畑知里

### 柔術
- 倉岡ジョンカルロス博
  - 男子62kg級寝技 - 3位
  - 男子無差別級寝技 - 1回戦敗退

### 空手道
- 清水希容（女子形） - 1位
- 宮原美穂（組手女子50kg級） - 2位
- 染谷香予（組手女子68kg級） - 3位
- 植草歩（組手女子68kg超級） - 1位
- 喜友名諒（男子形） - 1位
- 荒賀龍太郎（組手男子84kg級） - 2位
- 香川幸允（組手男子84kg超級） - 1位

### ラクロス
- 女子チーム - 5位
  - 高橋未帆
  - 竹本萌優
  - 岩田菜央美
  - 多賀麻文
  - 田中希実
  - 水戸理恵
  - 青木佑夏
  - 兼任春奈
  - 竹村薫
  - 佐藤加奈子
  - 井上果歩
  - 関口紗生
  - 影山乃依
  - 池田玲衣
  - 小峯祥子

### ライフセービング

#### 男子
- 安藤秀（男子200m障害物スイム、200mスーパー・ライフセーバー、4x25mマネキン・リレー、4x50m障害物リレー、4x50mメドレー・リレー）
  - 男子200m障害物スイム - 7位
  - 男子200mスーパー・ライフセーバー - 予選5位
- 上野凌（男子100mマネキン・トウ・ウィズ・フィン、200mスーパー・ライフセーバー、4x25mマネキン・リレー）
  - 男子100mマネキン・トウ・ウィズ・フィン - 予選5位
  - 男子200mスーパー・ライフセーバー - 予選4位
- 西山俊（男子100mマネキン・キャリー・ウィズ・フィン、100mマネキン・トウ・ウィズ・フィン、4x25mマネキン・リレー、4x50m障害物リレー、4x50mメドレー・リレー）
  - 男子100mマネキン・キャリー・ウィズ・フィン
  - 男子100mマネキン・トウ・ウィズ・フィン
- 幡野圭祐（男子50mマネキン・キャリー、100mマネキン・キャリー・ウィズ・フィン、4x25mマネキン・リレー、4x50m障害物リレー、4x50mメドレー・リレー）
  - 男子50mマネキン・キャリー - 予選3位
  - 男子100mマネキン・キャリー・ウィズ・フィン - 予選4位
- 平野修也（男子50mマネキン・キャリー、200m障害物スイム、4x25mマネキン・リレー、4x50m障害物リレー、4x50mメドレー・リレー）
  - 男子50mマネキン・キャリー - 予選5位
  - 男子200m障害物スイム
- 男子4x25mマネキン・リレー（幡野、平野、西山、上野）
- 男子4x50m障害物リレー（平野、幡野、西山、安藤） - 1位
- 男子4x50mメドレー・リレー（安藤、幡野、西山） - 7位

#### 女子
- 我妻菜登（女子100mマネキン・キャリー・ウィズ・フィン、100mマネキン・トウ・ウィズ・フィン、4x50m障害物リレー、4x50mメドレー・リレー）
  - 女子100mマネキン・キャリー・ウィズ・フィン - 予選5位
  - 女子100mマネキン・トウ・ウィズ・フィン - 予選5位
- 栗真千里（女子200m障害物リレー、4x25mマネキン・リレー、4x50m障害物リレー、4x50mメドレー・リレー）
  - 女子200m障害物リレー - 予選5位
- 成澤侑花（女子200m障害物スイム、200mスーパー・ライフセーバー、4x25mマネキン・リレー、4x50m障害物リレー）
  - 女子200m障害物スイム - 予選4位
  - 女子200mスーパー・ライフセーバー - 予選6位
- 三井結里花（女子50mマネキン・キャリー、200mスーパー・ライフセーバー、4x25mマネキン・リレー、4x50m障害物リレー、4x50mメドレー・リレー）
  - 女子50mマネキン・キャリー - 5位
  - 女子200mスーパー・ライフセーバー - 予選4位
- 山本裕紀子（女子50mマネキン・キャリー、100mマネキン・キャリー・ウィズ・フィン、100mマネキン・トウ・ウィズ・フィン、4x25mマネキン・リレー、4x50m障害物リレー、4x50mメドレー・リレー）
  - 女子50mマネキン・キャリー - 予選失格
  - 女子100mマネキン・キャリー・ウィズ・フィン - 予選5位
  - 女子100mマネキン・トウ・ウィズ・フィン - 予選5位
- 女子4x25mマネキン・リレー（栗真、三井、成澤、山本） - 5位
- 女子4x50m障害物リレー（栗真、成澤、我妻、山本） - 7位
- 女子4x50mメドレー・リレー（栗真、我妻、山本） - 6位

### オリエンテーリング
- 谷川友太
  - 男子スプリント - 39位
  - 男子ミドルディスタンス - 37位

### パワーリフティング
- 佐藤義宏（男子ライトウエイト級） - 8位
- 大谷憲弘（男子ミドルウエイト級） - 9位
- 濱田展行（男子ミドルウエイト級） - 8位
- 福島友佳子（女子ライトウエイト級） - 2位

### スポーツクライミング
- 緒方良行（男子ボルダリング） - 1位
- 藤井快（男子ボルダリング） - 予選7位
- 楢﨑智亜（男子ボルダリング） - 5位
- 波田悠貴（男子リード） - 2位
- 是永敬一郎（男子リード） - 1位
- 野口啓代
  - 女子ボルダリング - 4位
  - 女子リード - 6位
- 野中生萌（女子ボルダリング） - 2位
- 尾上彩（女子ボルダリング） - 予選8位

### スカッシュ
- 小林海咲（女子シングルス） - ベスト16

### 相撲
- 柴岡功
  - 男子軽量級 - 敗者復活戦敗退
  - 男子無差別級 - 敗者復活戦敗退
- 三輪隼斗
  - 男子中量級 - 1回戦敗退
  - 男子無差別級 - 3位
- 野口清之
  - 男子中量級 - 敗者復活戦敗退
  - 男子無差別級 - 敗者復活戦敗退
- 黒川宏次朗
  - 男子重量級 - 4位
  - 男子無差別級 - 1回戦敗退
- 黒川宗一郎
  - 男子重量級 - 3位
  - 男子無差別級 - 4位
- 奥富夕夏
  - 女子軽量級 - 4位
  - 女子無差別級 - 敗者復活戦敗退
- 太田麻乃
  - 女子中量級 - 2位
  - 女子無差別級
- 水沼ひかる
  - 女子中量級 - 4位
  - 女子無差別級 - 1回戦敗退
- 上田幸佳
  - 女子重量級 - 敗者復活戦敗退
  - 女子無差別級 - 敗者復活戦敗退

### 水中スポーツ
- 平野修也
  - 男子ビーフィン50m - 6位
  - 男子ビーフィン100m - 8位
- 森琴音（女子アプニア50m） - 8位

### 水上スキー・ウエイクボード
- 手塚翔太（ウエイクボード男子フリースタイル） - 1位
- 河原乙翔（ウエイクボード女子フリースタイル） - 9位
- 棟安優月（ウエイクボード女子フリースタイル） - 5位
- 廣澤彩綾（女子ジャンプ） - 8位

### インドアローイング（公開競技）
- 藤田直子（女子軽量級2000m） - 9位